# Gentiana futtereri
Gentiana futtereri là một loài thực vật có hoa trong họ Long đởm. Loài này được Diels & Gilg mô tả khoa học đầu tiên năm 1903.